# Rinnat Ibragimowitsch Safin
Rinnat Ibragimowitsch Safin (russisch Риннат Ибрагимович Сафин; * 29. August 1940 in Bolschije Jaki, Tatarstan; † 22. Oktober 2014) war ein sowjetischer Biathlet und Olympiasieger.
Rinnat Safin gehörte zu den erfolgreichsten sowjetischen und internationalen Biathleten der zweiten Hälfte der 1960er und der ersten Hälfte der 1970er Jahre, wenngleich er meist im Schatten seines großen Landsmannes Alexander Tichonow stand, an dessen Seite er seine größten Erfolge erlangte. Bei den Biathlon-Weltmeisterschaften 1967 in Altenberg verpasste der Athlet von Dynamo Leningrad als Viertplatzierter um fünf Sekunden hinter Jon Istad seine erste Medaille über 20 Kilometer. Im Staffelwettbewerb gewann er mit Tichonow, Wiktor Mamatow und Nikolai Pusanow hinter den Norwegern mit Silber seine erste internationale Medaille.
An den Olympischen Winterspielen 1968 nahm Safin nicht teil. 1969 startete er erneut, nun in Zakopane, bei Biathlon-Weltmeisterschaften. Hinter Tichonow gewann er mit Silber seine erste und einzige internationale Einzelmedaille, mit Tichonow, Mamatow und Wladimir Gundarzew im Staffelwettbewerb seine erste Goldmedaille. In Östersund gewann er 1970 erneut, nun mit Alexander Uschakow für Gundarzew, die Staffel-Goldmedaille.
1971 gewann Safin in Hämeenlinna zum dritten Mal Staffelgold, vierter Mann war nun Nikolai Muschitow. Im Einzel erreichte er Platz fünf. 1972 nahm er in Sapporo an seinen einzigen Olympischen Spiele teil. Erreichte er im Einzel mit Rang 19 eine vergleichsweise schlechte Platzierung, gewann er mit Tichonow, Mamatow und Iwan Bjakow die Goldmedaille im Staffelwettbewerb. Den vierten und letzten Weltmeistertitel mit der Staffel gewann Safin 1973 in Lake Placid. Neben Tichonow und Safin gehörten Juri Kolmakow und Gennadi Kowaljow zur Staffel.